# Sabljozubi tigar
Sabljozubi tigar (lat. Smilodon fatalis), izumrla je mačka koja je živjela u Sjevernoj Americi. Bio je velik kao lav, kratka repa kao ris, a očnjaci su mu bili dugački 15 centimetara i izvirivali iz gubice. Hranio se gazelama koje su živjele u to doba, bizonima, pa čak i mamutima.
Unatoč imenu, ova vrsta nije predak današnjeg tigra. Sabljozubi tigar pripada zasebnom ogranku u evoluciji mačaka koji je izumro prije 10 tisuća godina.

## Vanjske poveznice
Ostali projekti
|  | Wikivrste imaju podatke o taksonu Sabljozubi tigar |